# Гуляєвська желєзнодорожна площадка
Гуля́євська желєзнодорожна площадка (рос. Гуляевская железнодорожная площадка) — селище у Вавозькому районі Удмуртії, Росія.

## Населення
Населення — 2 особи (2010; 5 в 2002).
Національний склад (2002):
- росіяни — 80 %

## Господарство
У присілку знаходиться залізнична платформа Гуляєво на залізничній гілці Іжевськ-Кільмезь.
Урбаноніми:
- вулиці — Пісочна, Ягідна